# Arild Huitfeldt

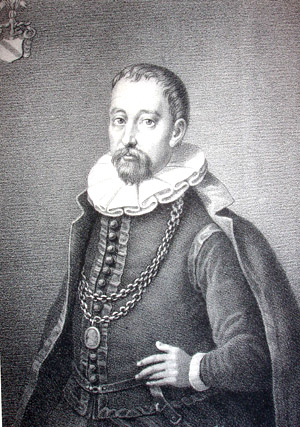
Arild Huitfeldt.

Arild Huitfeldt (11 september 1546 - 16 december 1609) was een Deens historicus en politicus. Hij was de zoon van leenman Christoffer Huitfeldt en diens vrouw Øllegaard Trolle. Van 1573 tot 1580 was Arild Huitfeldt Eerste Secretaris van de Deense kanselarij. Van 1583 tot aan zijn dood had hij de supervisie over de eerste Deense kostschool, de Herlufsholm Kostskole og Gods. In 1586 werd hij aangesteld tot Rigskansler, en hij bleef dit tot kort voor zijn dood.
Arild Huitfeldt is vooral bekend geworden dankzij zijn werk Danmarks Riges Krønike ("Kroniek van het Koninkrijk Denemarken"), de eerste in het Deens geschreven uitgebreide verhandeling over de geschiedenis van Denemarken. Deze kroniek behandelt de heerschappij van de verschillende Deense koningen tot aan het jaar 1559 in niet-chronologische volgorde (de eerste koning die wordt besproken is Christiaan III). Tot in de tijd van Ludvig Holberg bleef dit het meest gebruikte naslagwerk over de Deense geschiedenis.
- Bibsys: 90324992
- CiNii: DA11838715
- Gemeinsame Normdatei: 172161185
- International Standard Name Identifier: 0000 0000 8383 7316
- Library of Congress Control Number: n79079311
- Nederlandse Thesaurus van Auteursnamen: 170629201
- LIBRIS: 235043
- SNAC: w6k93dkx
- Virtual International Authority File: 54490920
- WorldCat: E39PBJxxc8kckJprxTht7hXrv3